# Megalagrion molokaiense
Megalagrion molokaiense é uma espécie de libelinha, da família Coenagrionidae.
É endémica dos Estados Unidos da América.
Os seus habitats naturais são: regiões subtropicais ou tropicais húmidas de alta altitude.